# Tannbach – ett krigsöde
Tannbach – ett krigsöde (tyska: Tannbach – Schicksal eines Dorfes) är en tysk miniserie från 2015. Seriens första säsong visades på SVT i maj 2015 och säsong 2 visades 2018 också på SVT.
Dramaserien handlar om livet från 1945 till 1968 för invånarna i det lilla fiktiva tyska samhället Tannbach vars hela värld 1945 klyvs itu när ett världskrig avslutas och övergår i ett annat, kallt krig, genom att byn blev delat i en nordvästlig del som låg i den sovjetiska ockupationszonen och en sydvästlig del i den amerikanska ockupationszonen. Serien har fått sitt namn från floden Tannbach, som delar orten Mödlareuth och bildar gräns mellan Bayern och Thüringen.

## Rollista i urval
- Heiner Lauterbach: Georg von Striesow
- Natalia Wörner: Caroline von Striesow
- Henriette Confurius: Anna von Striesow
- Nadja Uhl: Liesbeth Erler
- Jonas Nay: Friedrich Erler
- Ludwig Trepte: Lothar Erler
- Martina Gedeck: Hilde Vöckler
- David Zimmerschied: Horst Vöckler
- Alexander Held: Franz Schober
- Florian Brückner: Heinrich Schober
- Johanna Bittenbinder: Kathi Schober
- Maria Dragus: Theresa Prantl
- Senta Auth: Lisa Prantl
- Inga Busch: Cilly Imhoff
- Jonathan Berlin: Walter Imhoff
- Ronald Zehrfeld: Konrad Werner
- Wowo Habdank: Hubertus Prantl
- Peter Schneider: Adolph Herrmann
- Anna Loos: Rosemarie Czerni
- Rainer Bock: Robert Leonhardt
- Clemens Schick: Wolfgang Herder
- Christine Zart: Gerda Mayer

## Avsnitt

### Säsong 1 (2015)
- 1. Morgonen efter kriget
- 2. Konfiskering
- 3. Mitt land, ditt land

### Säsong 2 (2018)
- 1. Krigets skugga
- 2. En fred av sten
- 3. Drömmen om våren